# Peltosaari (ö i Birkaland, Övre Birkaland)
Peltosaari är en ö i Finland. Den ligger i sjön Ajosjärvi och i kommunen Mänttä-Filpula i den ekonomiska regionen  Övre Birkalands ekonomiska region  och landskapet Birkaland, i den södra delen av landet, 210 km norr om huvudstaden Helsingfors. Öns area är 15,2 hektar och dess största längd är 0,7 kilometer i sydöst-nordvästlig riktning.